# Палац мистецтв імені королеви Софії

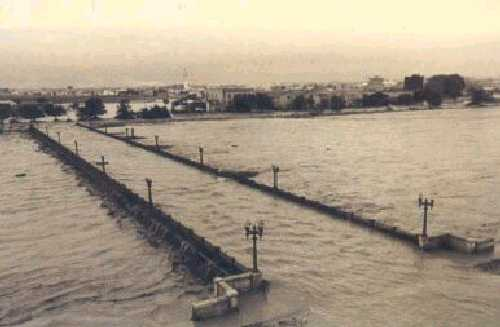
Повінь на річці Турія в Валенсії. 1957

Палац мистецтв імені королеви Софії (ісп. Palacio de las Artes Reina Sofía) — будинок опери, спроектований одним з найвідоміших іспанських архітекторів Сантьяго Калатрава. Розміщений у в іспанському культурному центрі Валенсії — Місті мистецтв і наук. Крім того, будівля є резиденцією Оркестру автономного співтовариства Валенсії. Будівництво палацу тривало з 1995 року і відкриття відбулося 8 жовтня 2005 року. Перша оперна вистава «Фіделіо» Людвіга ван Бетховена відбулася 25 жовтня 2006 року.

## Місцезнаходження
Палац мистецтв імені королеви Софії є частиною архітектурного ансамблю Міста мистецтв і наук на південному сході міста Валенсія, яке займає в Іспанії третє місце за кількістю населення. Палац побудований на землях колишнього русла річки Турія, яка колись часто розливалася, від чого багаторазово страждала Валенсія. Тому річку пустити по новому руслу на південь від міста, а на звільнених землях в новому парку протяжністю 10 кілометрів, прикрашеному ставками і басейнами, побудували будівлі комплексу за проектами Сантьяго Калатрава і Фелікса Кандела.

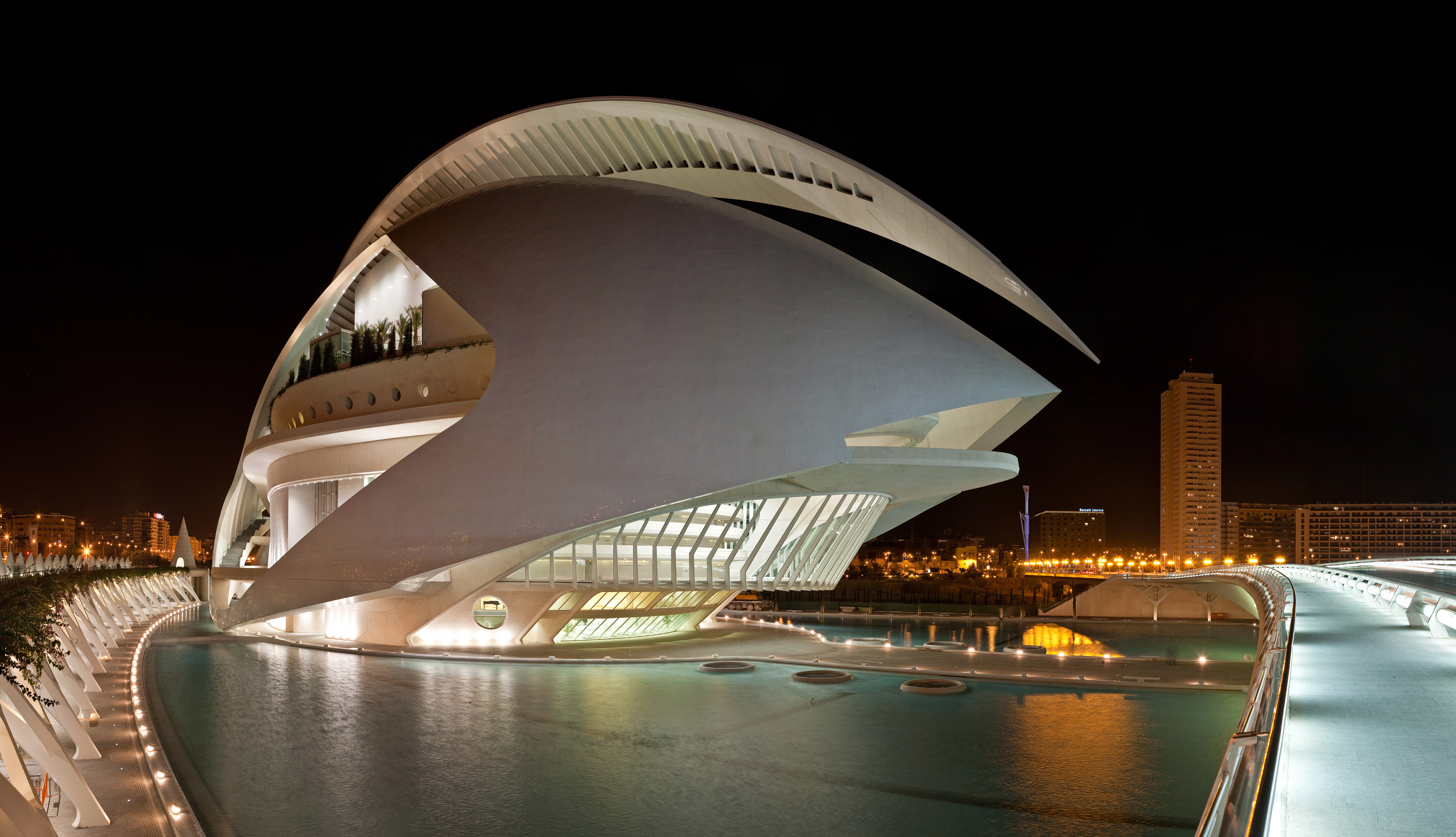
2007

## Архітектура Палацу

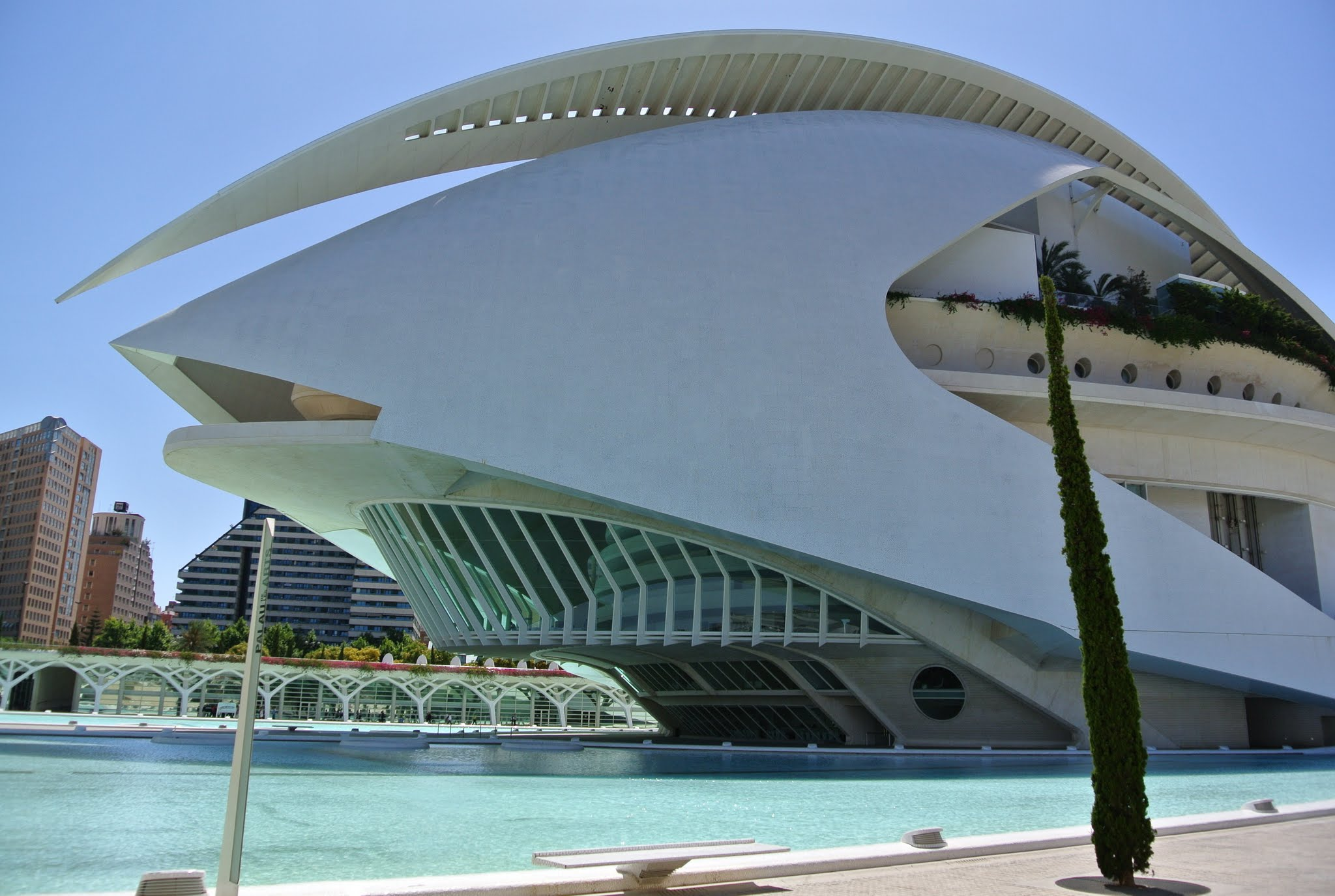
2012

Будівля Палацу мистецтв у Валенсії має 40 000 квадратних метрів і може одночасно вмістити 4 000 глядачів. Вона має 14 поверхів над поверхнею землі та 3 підземні поверхи. У Палаці розміщені 4 зали з сучасним устаткуванням, де можна поставити оперу, театр, балет і концерт. Величезний, вигнутий дах охоплює будівлю довжиною 230 метрів і заввишки 75 метрів. Палац оточений парком з площею понад 60 тисяч квадратних метрів та 11-ма тисячами квадратних метрів води.

### Головний зал
Головний зал Палацу мистецтв імені королеви Софії є третім за величиною в світі та здатний вмістити аудиторію чисельністю 1412 чоловік на чотирьох поверхах. На сцені можна розмістити симфонічний оркестр, який складається зі ста двадцяти музикантів, хоча на сцені виставляють переважно опери.
25 та 28 лютого 2016 у Головному залі Палацу мистецтв у опері Джузеппе Верді «Аїда» виступала українська оперна співачка Оксана Дика, яка уже у 2011 році співала тут в опері Джакомо Пуччіні «Тоска».

### Глядацький зал
Глядацький зал має 1490 місць для глядаів з чудовою видимістю з усіх місць. Завдяки своїм характеристикам зал особливо підходить для проведення симфонічних концертів, кінопрем'єр і конференцій або спеціальних заходів.

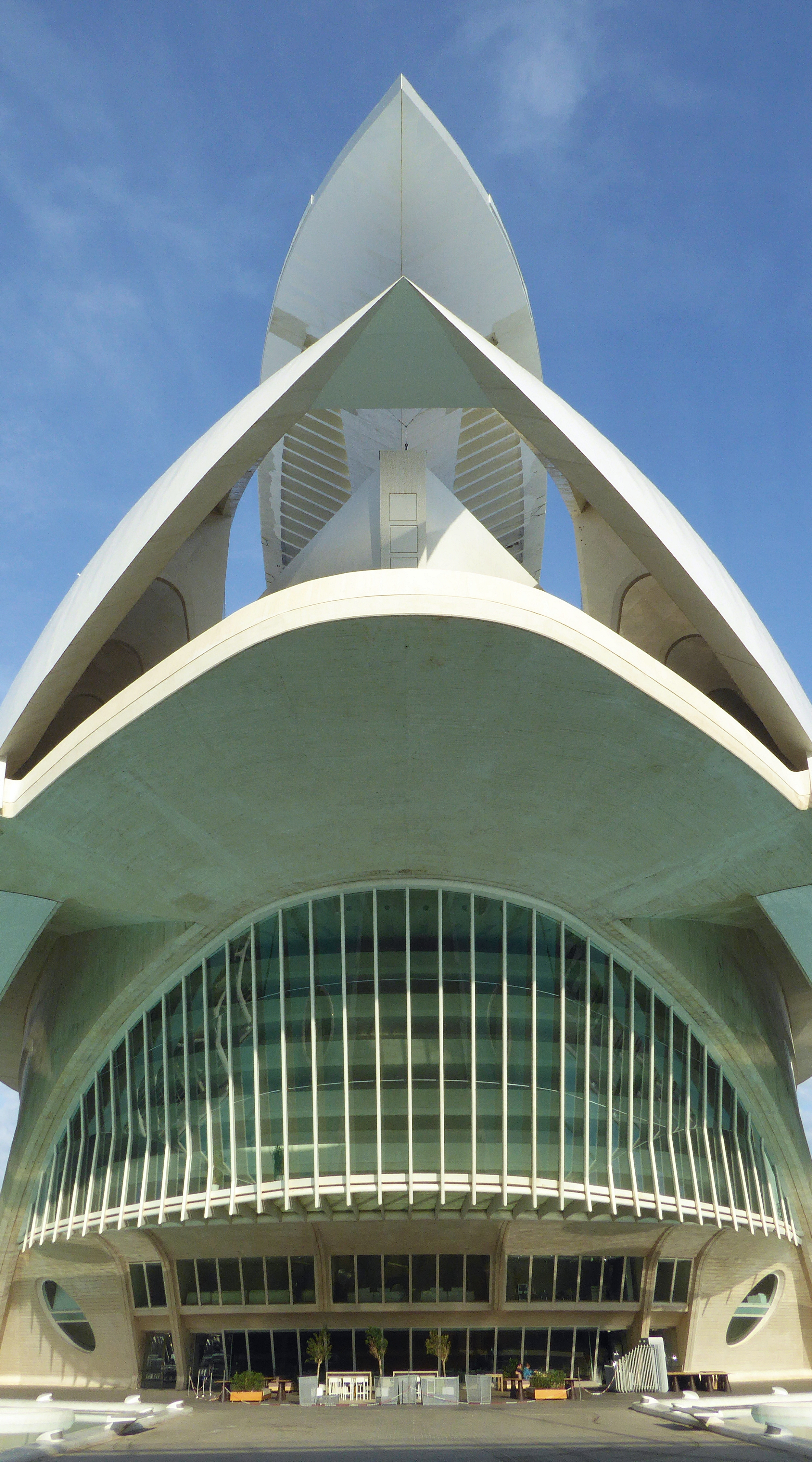
2016

Поруч з Глядацьким залом, за допомогою панорамних ліфтів, можна піднятися на тераси з пальмами, де відкриваються прекрасні види на місто.

### Зал майстер-класів
Цей зал розрахований на 378 осіб. Він призначений для події меншого формату: конференцій, концертів, освітніх зустрічей та круглих столів.

### Театр Мартина і Солера
Зал знаходиться під ложем річки Турія, він може вмістити 400 глядачів. Театр отримав свою назву від композитора Валенсії Вісента Мартина і Солера, найуніверсальнішого композитора всіх часів. Тут відбуваються опери серіа та концерти камерної музики. Він має оркестрову яму та оснащений сценічним обладнанням. Театр має окремий вхід.

## Артисти
- Пилатюк Анастасія — українська скрипалька, «перша скрипка» театру, що грає на скрипці Заслуженого майстра України — скрипника Степана Мельника з Івано-Франківська.[1]

## Світлини

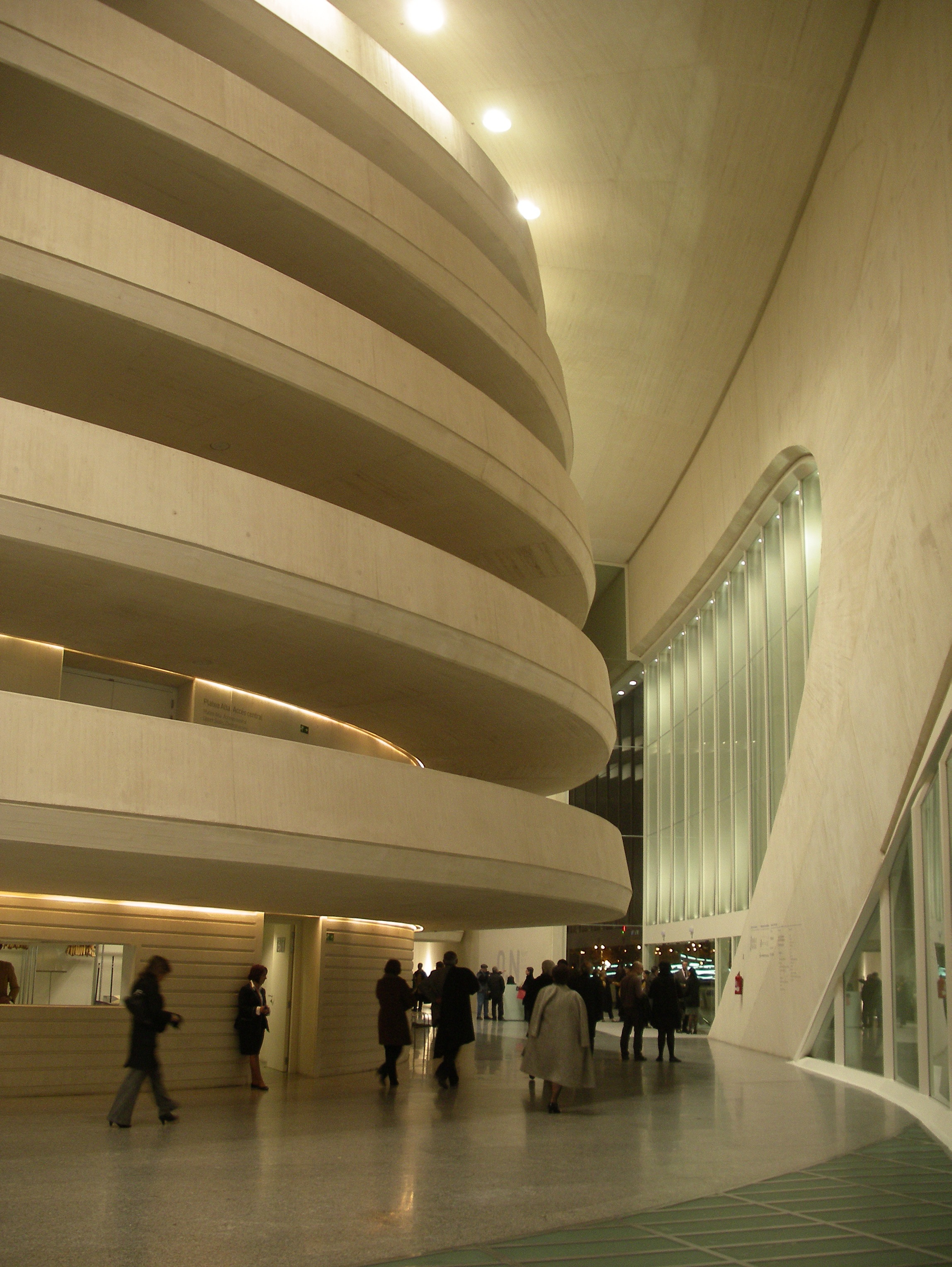
Фоє Головного залу
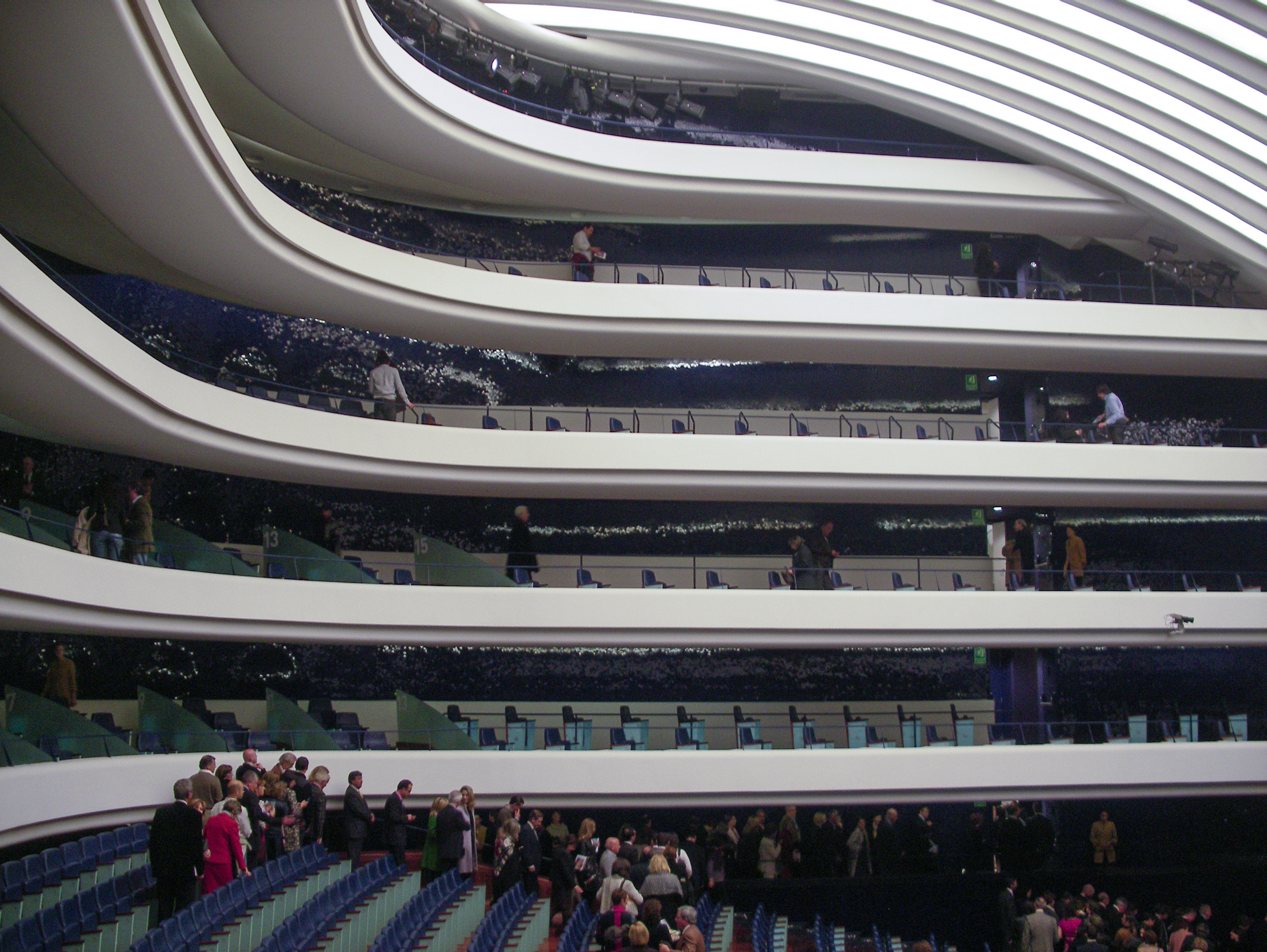
Головний зал Палацу. 2009
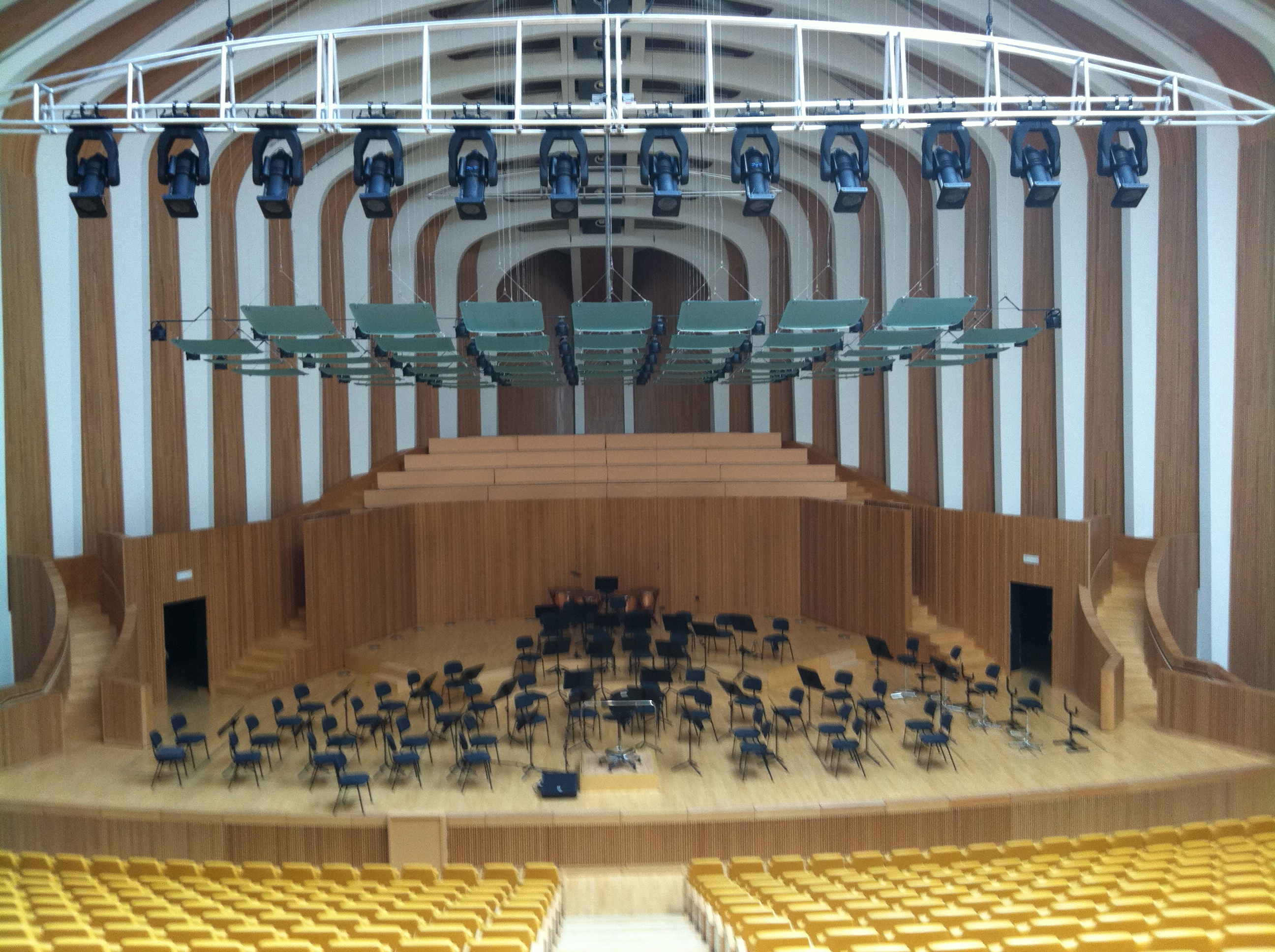
Глядацький зал